# Wildgehege Calw

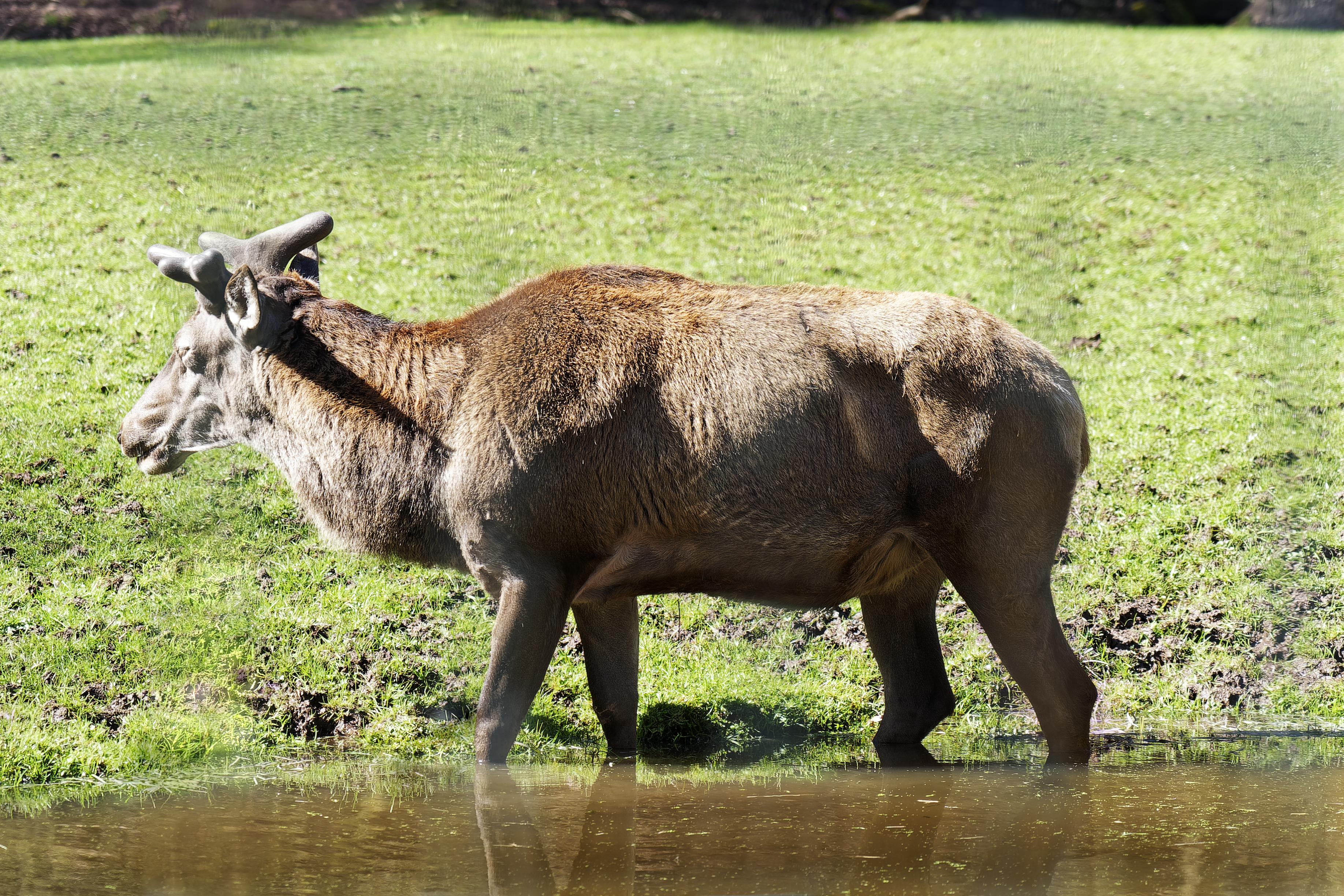
Ein männlicher Rothirsch mit Geweihneubildung im Hirsauer Wildgehege (Foto: April 2023).

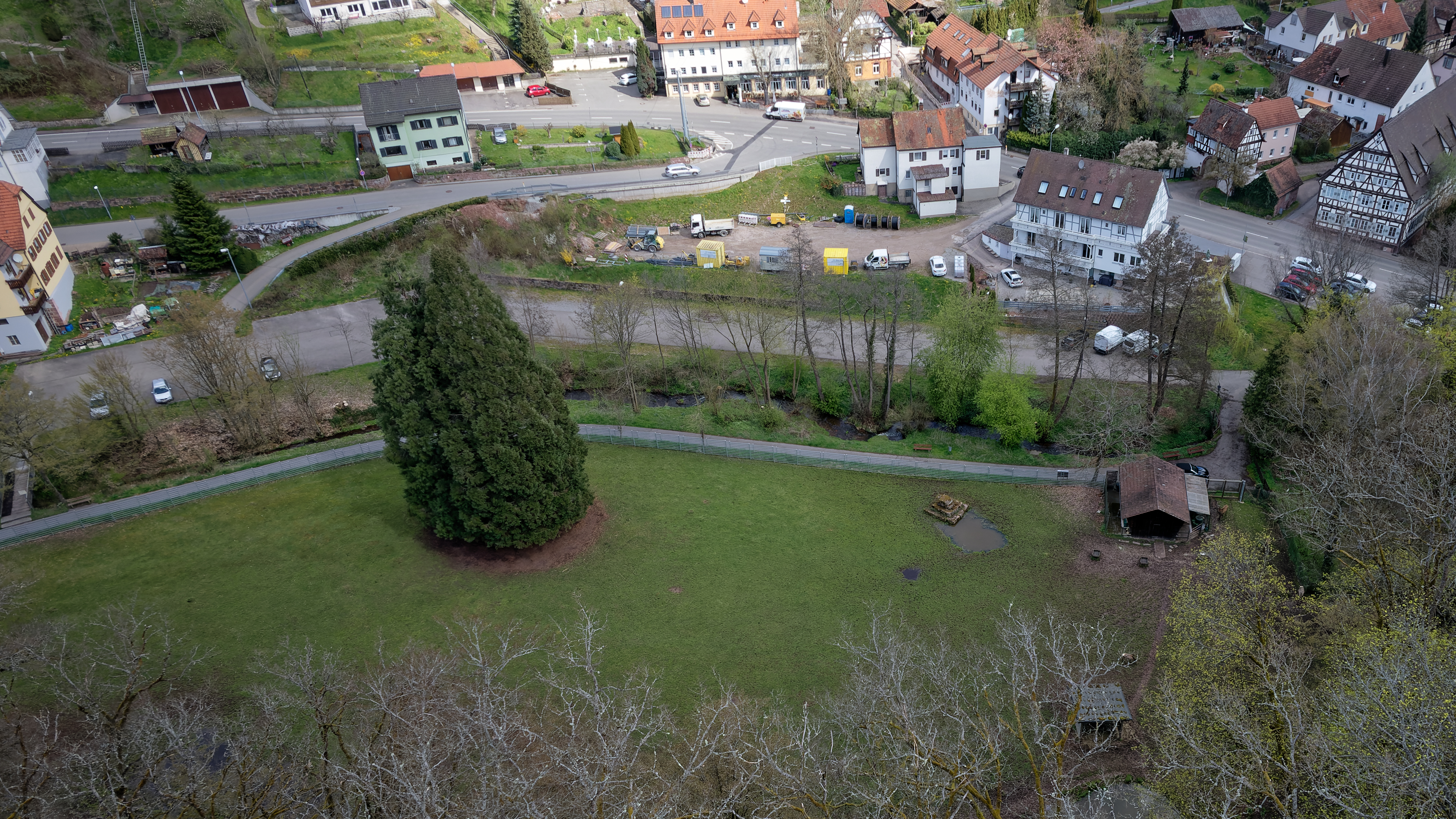
Draufsicht mit Blick Richtung Norden: In der unteren Bildhälfte ist ein Ausschnitt des Rotwildgeheges mit der Kleinen Hirschquelle zu sehen; in der Bildmitte fließt der Schweinbach und in der oberen Bildhälfte verläuft die Bundesstraße (Foto: April 2023).

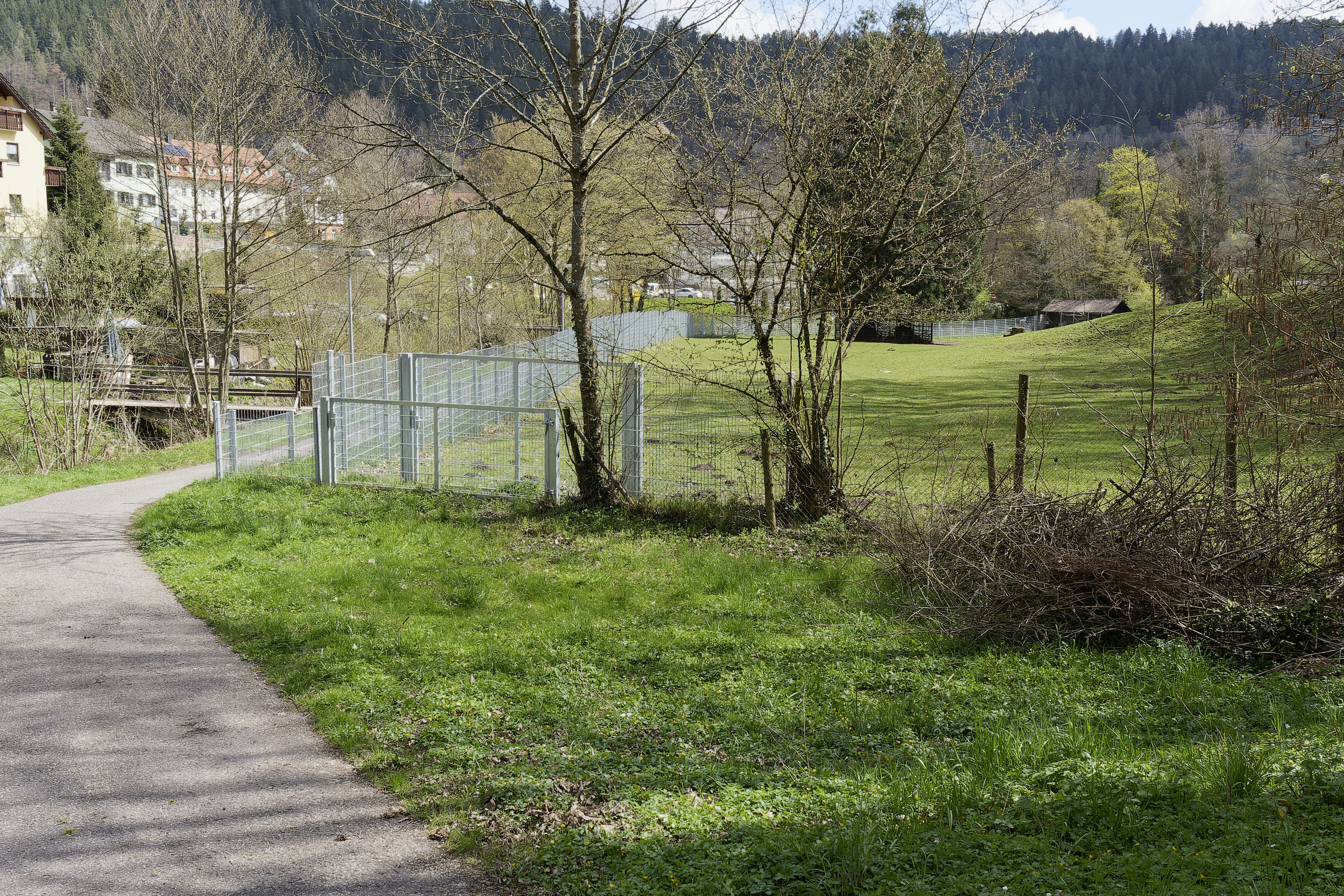
Ebenerdiger Blick auf das umzäunte Rotwildgehege (Foto: April 2023).

In der südwestdeutschen Mittelstadt Calw wurden in den 1970er Jahren zwei Wildgehege für Rothirsche und Wildschweine angelegt. Sie können kostenfrei besucht werden und haben sich zu beliebten naturkundlichen Anziehungspunkten des Regionaltourismus entwickelt. Leitung, Verwaltung und Wartung der Gehege obliegen dem Forstbetrieb der Stadt Calw (= Abteilung Stadtwald Calw innerhalb des Fachbereiches Finanzen und Beteiligungen).

## Rotwildgehege
Die Ortschaft Hirsau war bis 1975 eine eigenständige Gemeinde und ist seit der Eingemeindung ein nördlicher Stadtteil von Calw. Ihr Ortsname leitet sich vom Wort Hirschau ab und unter dieser Bezeichnung war früher auch das Kloster Hirsau bekannt. Diese Etymologie verweist auf die vormals großen Hirschvorkommen in der Flussaue der Nagold. Die Ruine des Renaissance-Jagdschlosses auf dem Klostergelände zeugt von den jagdlichen Ambitionen des Bauherren Herzog Ludwig von Württemberg und seiner Familie und noch heute trägt das Hirsauer Wappen einen Hirsch. 
In Erinnerung an diese Historie beschloss der Hirsauer Gemeinderat auf Betreiben des damaligen Bürgermeisters Eberhard Seewald († 2006) im Jahr 1970 die Errichtung eines Rotwildgeheges. Es entstand im Tal und am rechten Ufer des Schweinbaches kurz vor dessen linksseitiger Mündung in die Nagold und liegt am Fuße einer bewaldeten Anhöhe direkt am Wanderweg Richtung Altburg (⊙). Unmittelbar nördlich des Geheges verläuft die Bundesstraße 296 (in diesem Bereich unter der Bezeichnung Wildbader Straße) und Parkmöglichkeiten finden sich bei der nahen Klosterruine.
Auf einer Fläche von etwa dreieinhalb Hektar leben bis zu zwölf Tiere und im östlichen Bereich entspringt die in Sandstein gefasste Kleine Hirschquelle, die auch bei Trockenheit nicht versiegt. Das Gehege ist das ganze Jahr über für Besucher zugänglich, die beispielsweise Jungtiere beobachten oder dem Äsen beiwohnen können. Zwischen 13 und 14 Uhr erfolgt die tägliche Fütterung und darüber hinaus besteht im Herbst die Möglichkeit, frisch gesammelte Kastanien oder Eicheln für die Hirsche in einem Behälter vor dem Futterhaus abzugeben. Für die Betreuung des Geheges zeichnen vier ehrenamtliche Mitarbeiter verantwortlich, die im Rahmen natur- und umweltpädagogischer Zielsetzungen nach Absprache auch „naturkundliche Unterrichtseinheiten im Freien“ für Kindergartengruppen und Schulklassen durchführen.

## Schwarzwildgehege
Im Calwer Stadtteil Wimberg liegt in einem Waldstück zwischen Nagold und Rötelbach (⊙) das etwa fünf Hektar große Schwarzwildgehege. Es entstand unter der Ägide des Försters Werner Pfrommer und geht auf Pläne der Stadtverwaltung zurück, die beabsichtigte, das Gelände auf dem Wimberg auszugestalten und ein Walderholungszentrum zu schaffen. Hierzu sollten zusätzlich zu den bereits bestehenden Einrichtungen (Waldlehrpfad und Waldparkplatz) das Gehege, ein Waldsportpfad sowie ein Waldspielplatz angelegt werden. Im Mai 1971 votierte der Gemeinderat einstimmig für die Umsetzung der Ideen. 
Das Gehege wird von zwei ehrenamtlichen Helfern betreut und beherbergt eine Rotte von ungefähr 37 Wildschweinen, die regelmäßig mit Getreide, Mais und Rüben gefüttert werden. Als Omnivoren ernähren sich die Tiere darüber hinaus aber auch unter anderem von Wurzeln, Gras, Laubstreu, Eicheln, Zwetschgen, Mäusen, Würmern sowie Aas. Durch das Wühlen mit ihren sensiblen Schnauzen sorgen sie für Bioturbation und eine gute Durchlüftung des Waldbodens. Über einen aufgestelzten Aussichtssteg, der in das Gehege hineinreicht, haben die Besucher die Möglichkeit, den Tieren nah zu kommen. Anders als am Rotwildgehege werden allerdings keine offiziellen Führungen oder sonstige Bildungsveranstaltungen angeboten. 
Seit Mai 2022 fertigt der Calwer Künstler Dieter Rathfelder am Wildschweingehege und entlang des Premium-Wanderweges „Wasser-, Wald- und Wiesenpfad Calw–Bad Teinach-Zavelstein“ mit der Technik des Kettensägenschnitzens aus Baumstümpfen natur- und maßstabsgetreue Figuren von Waldtieren.